# 皮歐斯塔 (愛荷華州)
皮歐斯塔（英語：Peosta）是一個位於美國愛荷華州迪比克縣的城市。

## 地理
皮歐斯塔的座標為42°26′57″N 90°50′47″W / 42.44917°N 90.84639°W，而該地的平均海拔高度為321米（即1053英尺）。

## 人口
根據2010年美國人口普查的數據，皮歐斯塔的面積為5.10平方千米，當中陸地面積為5.10平方千米，而水域面積為0.00平方千米。當地共有人口1377人，而人口密度為每平方千米270人。